# Берестечко (Ровненская область)
Берестечко (укр. Берестечко) — село в Боремельской сельской общине Дубенского района Ровненской области Украины.
Население по переписи 2001 года составляло 463 человека. Почтовый индекс — 35212. Телефонный код — 36-37. Код КОАТУУ — 5621484003.

## История
В 1946 г. Указом Президиума ВС УССР село Русино-Берестечко переименовано в Берестечко.
До 2020 года село входило в Демидовский район.